# 280 Филија
280 Филија (лат. 280 Philia) је астероид главног астероидног појаса. Приближан пречник астероида је 45,69 km,
а средња удаљеност астероида од Сунца износи 2,942 астрономских јединица (АЈ).
Инклинација (нагиб) орбите у односу на раван еклиптике је 7,446 степени, а орбитални период износи 1843,476 дана (5,047 година). Ексцентрицитет орбите астероида износи 0,106.
Апсолутна магнитуда астероида износи 10,70 а геометријски албедо 0,044.
Астероид је откривен 29. октобра 1888. године.